# Chromis delta
Chromis delta és una espècie de peix de la família dels pomacèntrids i de l'ordre dels perciformes.

## Morfologia
Els mascles poden assolir els 7 cm de longitud total.

## Distribució geogràfica
Es troba des de les Maldives i l'Illa Christmas fins a Fidji, Taiwan, les Filipines, Vanuatu i Tonga.